# Renoncule alpestre
Ranunculus alpestris
Espèce
Classification phylogénétique
La Renoncule alpestre, Renoncule alpine ou Renoncule des Alpes (Ranunculus alpestris), est une espèce de plantes à fleurs de la famille des Renonculacées et du genre Ranunculus. C'est une petite plante herbacée vivace (cinq à dix cm).

## Description
Grandes fleurs (deux cm) aux pétales d'un blanc pur ; feuilles de la base découpées profondément en lobes crénelés.

## Habitat
Rocailles, éboulis, combes à neige sur calcaire entre 1 300 et 3 000 m. Fleurit en juin et juillet.

## Aire de distribution
En France : Jura, Alpes, Pyrénées.